# Passo Fundo
Passo Fundo, amtlich portugiesisch Município de Passo Fundo, ist eine Stadt mit 198.799 Einwohnern (Schätzung zum 1. Juli 2017) im Bundesstaat Rio Grande do Sul im Süden Brasiliens. Sie liegt etwa 280 km nordwestlich von Porto Alegre. Benachbart sind die Orte Pontão und Coxilha im Norden, Mato Castelhano im Osten, Marau im Süden, Ernestina und Santo Antônio do Planalto im Südwesten und Carazinho im Westen. Ursprünglich war Passo Fundo Teil des Munizips Cruz Alta.

## Stadtgliederung
Die sechs Distrikte der Gemeinde sind seit 2001:
- Bela Vista
- Bom Recreio
- Passo Fundo
- Pulador
- São Roque
- Sede Independência

Passo Fundo ist zudem in über 70 kleinere Stadtviertel, den Bairros, gegliedert.

## Bildergalerie

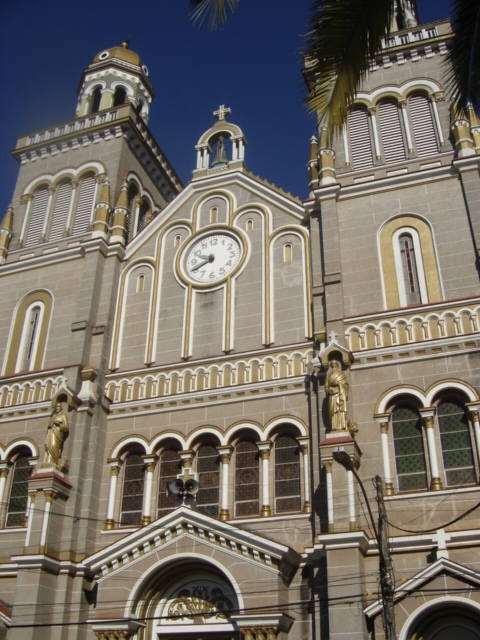
Kathedrale Nossa Senhora Aparecida
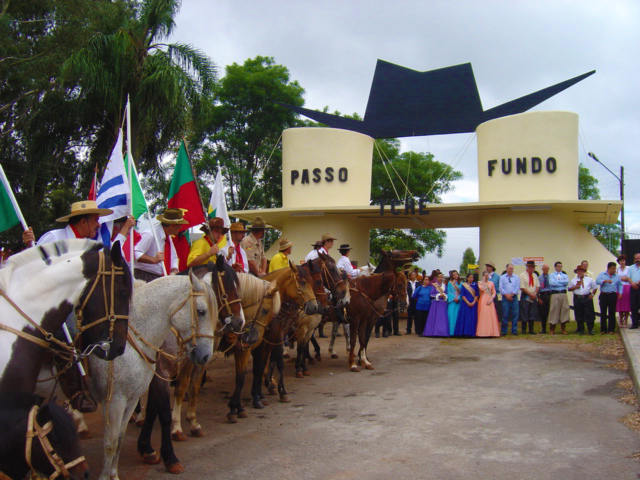
Roselândia

## Erzbistum Passo Fundo
- Erzbistum Passo Fundo

## Persönlichkeiten
Bekannte, in Passo Fundo geborene Persönlichkeiten:
- Luiz Felipe Scolari (* 1948), Fußballspieler und -trainer
- Murilo Endres (* 1981), Volleyballnationalspieler
- Gustavo Endres (* 1975), Volleyballnationalspieler
- Yamandu Costa (* 1980), Gitarrist und Komponist
- Marco Antônio de Mattos Filho (* 1986), Fußballspieler